# Colán
Colán (pl. Colánes; Kolan), pleme američkih Indijanaca porodice catacaoan, koji su u povijesno vrijeme živjeli na sjevernoj peruanskoj obali na donjem toku rijeke Chira, nešto sjevernije od luke Payta ili Paita. Nekoć su bili veoma brojni. Po imenu im je poznato naselje bilo Colán.